# 種子島鎧甲蝦
種子島鎧甲蝦（学名：Galathea tanegashimae）为鎧甲蝦科鎧甲蝦屬下的一个种。